# Frances Macdonald
Frances Macdonald, coniugata MacNair (Kidsgrove, 24 agosto 1873 – Glasgow, 12 dicembre 1921), è stata una pittrice britannica.

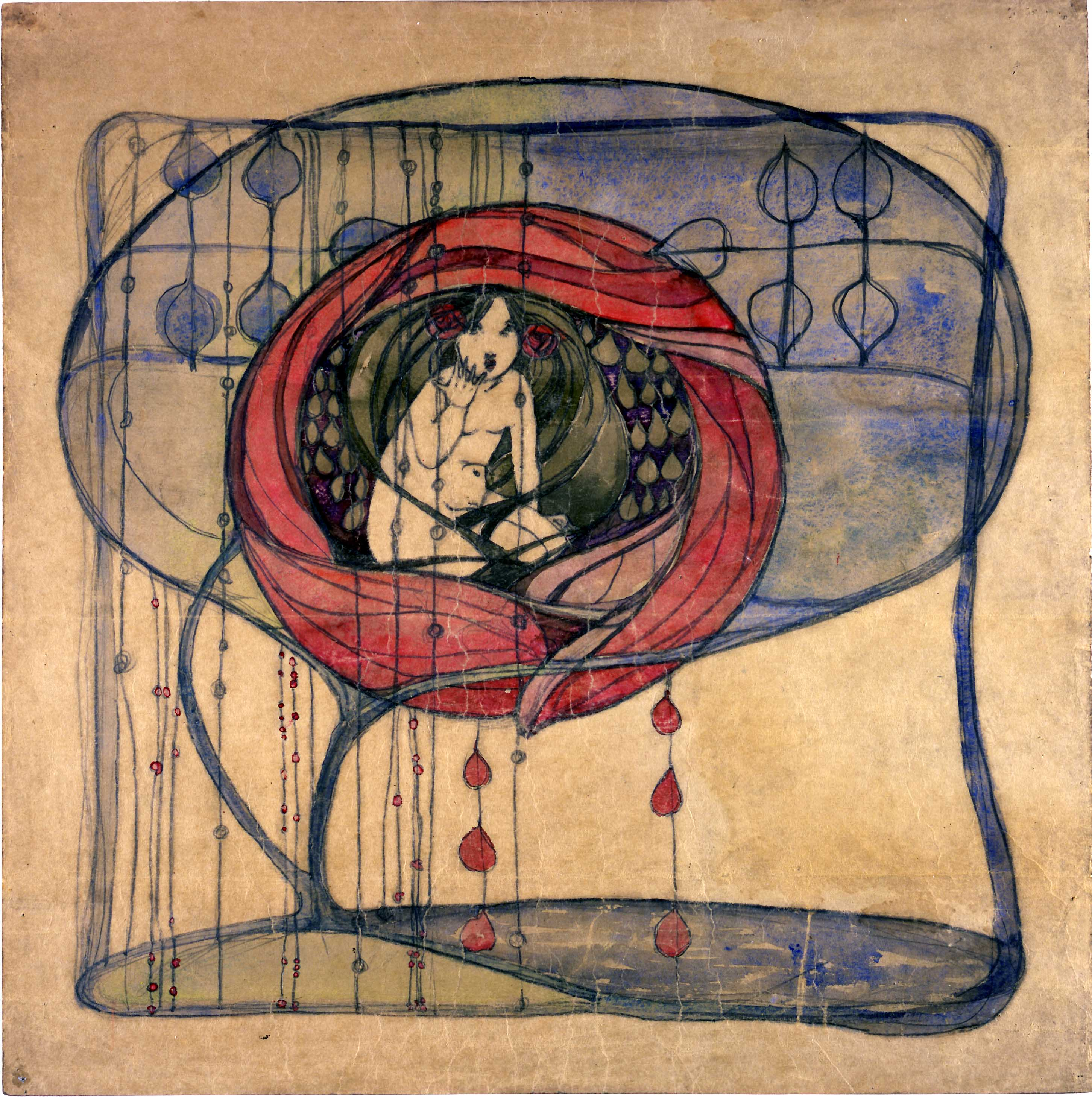
Frances Mcdonald. Girl in a tree.

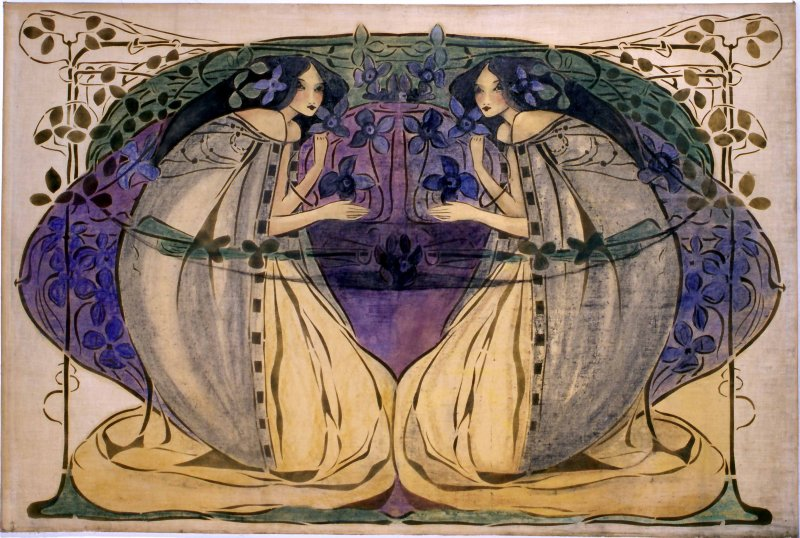
Frances Mcdonald. Spring.

Fu un'artista scozzese appartenente al cosiddetto Glasgow Style e sorella della più nota Margaret Macdonald. Secondo alcune recenti teorie, alcune caratteristiche del suo decorativismo avrebbero influenzato Gustav Klimt.

## Biografia
Nata non lontano da Wolverhampton e trasferitasi presto a Glasgow con la famiglia, frequentò la Glasgow School of Art nel 1891 con la sorella ed entrambe strinsero presto amicizia con l'architetto Charles Rennie Mackintosh e con il pittore Herbert MacNair, che sarebbero poi diventati mariti rispettivamente di Margaret e Frances. Insieme divennero ben presto un gruppo assai conosciuto all'interno della scuola e nell'ambiente artistico di Glasgow e le sorelle Macdonald lasciarono la scuola attorno agli anni novanta, per fondare uno studio indipendente.
Durante la loro attività, collaborarono a progetti grafici e di decorazione, si misurarono con il design tessile e con l'illustrazione, oltre che con l'oreficeria, e svilupparono uno stile autonomo piuttosto peculiare, basato sul misticismo, sulla simbolismo non ancora inteso come corrente artistica e sul filone decorativo celticheggiante che stava prendendo piede. Frances produsse anche una vasta gamma di opere d'altro genere, tra cui incisioni, pannelli in gesso ed acquerelli. Come sua sorella, fu profondamente influenzata dall'arte di William Blake e di Aubrey Beardsley, che riprese nel profilo longilineo delle forme e nell'utilizzo di elementi decorativi floreali. Le sue opere vennero esposte a Londra, Liverpool e Venezia.
Nel 1899 Frances si trasferì a Liverpool con il marito, che intraprese l'attività di insegnante alla locale School of Architecture and Applied Art (scuola di architettura ed arti applicate). Insieme dipinsero numerosi acquerelli e si occuparono di decorazione d'interni, portando uno studio all'Esposizione Internazionale d'Arte Moderna di Torino, e dopo qualche anno anche Frances divenne insegnante. All'inizio del nuovo secolo, parteciparono ad esposizioni tra Liverpool, Londra, Vienna e Dresda.
La chiusura della scuola nel 1905 e il fallimento della famiglia MacNair portò ad un declino delle carriere artistiche di entrambi, e la coppia ritornò a Glasgow nel 1909. Negli anni che seguirono, Frances dipinse una serie di acquerelli profondamente influenzati dal simbolismo sul tema delle scelte di fronte alle quali si trovano le donne, tra cui il matrimonio e la maternità.
La scarsa notorietà di Frances rispetto alla sorella è principalmente dovuta al fatto che il marito distrusse gran parte delle sue opere dopo la sua morte, nel 1921.